# Buicani, Mehedinți
Buicani este un sat în comuna Ponoarele din județul Mehedinți, Oltenia, România.